# Заедно (коалиция в България)
„Заедно“ е политическа коалиция, създадена през 2023 г. от четири политически партии: „Партия на зелените“, „Социалдемократическа партия“, СБОР и „Движение на непартийните кандидати“. Тя е оглавявана от Ива Митева. Състои се от Коалиционен съвет, съставен от седем члена, в който влизат председателите на всяка една партия, както и Любомир Каримански, Юлиан Софрониев и Ива Митева.
Коалицията участва на парламентарните избори в България през 2023 г. и получава 8755 гласа (0,35%).

## Вижте още
- Списък на политическите коалиции в България